# Escape (pel·lícula coreana de 2024)
Escape (coreà 탈주) és una pel·lícula de thriller d'acció de Corea del Sud del 2024 dirigit per Lee Jong-pil i protagonitzada per Lee Je-hoon, Koo Kyo-hwan i Hong Xa-bin. La pel·lícula representa la deserció i la persecució de Lim Gyu-nam, un soldat de Corea del Nord que somia amb una vida amb un demà a l'altre costat de la tanca de filferro de pues, i Hyeon-sang, un oficial de seguretat de Corea del Nord. Va ser llançada el 3 de juny de 2024.

## Argument
A prop de la Zona desmilitaritzada de Corea, el sergent Lim Gyu-nam de l'Exèrcit Popular de Corea, que està a punt de ser donat d'alta després de 10 anys de servei, es prepara per desertar de Corea del Nord a Corea del Sud, a causa de la desil·lusió amb el règim. Tanmateix, el soldat de rang inferior Kim Dong-hyuk, que descobreix el pla de Gyu-nam, intenta escapar primer, i Gyu-nam, que intenta detenir-lo, és arrestat de sobte com a desertor.
El major Li Hyeon-sang del Ministeri de Seguretat de l'Estat que va venir a la unitat per investigar un desertor, converteix Gyu-nam, a qui coneixia des de la infància, en un heroi pels seus esforços per detenir un desertor, i li dóna una posició d'assistent directe del comandant de la divisió, ajudant-lo amb la seva vida. Tanmateix, quan en Gyu-nam escapa a gran escala juntament amb Dong-hyuk, Hyeon-sang comença una persecució sense treva. Quan Gyu-nam i Dong-hyuk s'escapen, Dong-hyuk és assassinat pel Major Li Hyeon. Dong-Hyuk lliura el collaret de la seva germana a Gyu-nam i sucumbeix a les seves ferides. El major Li Hyeon és aturat mentre Gyu-nam creua un camp de mines. A l'alba, Gyu-nam veu un equip de tropes de patrulla de Corea del Sud. En adonar-se que està a prop de Corea del Sud, s'hi acosta. Tanmateix, el major Li l'atura, que sosté Gyu-nam a punta de pistola i diu que la vida a Corea del Sud és un fracàs. Gyu-nam l'empeny i el colpeja, abans de córrer cap a un telèfon i trucar als soldats sud-coreans de la JSA, explicant-los el seu desig de desertar.
Aleshores, Gyu-nam es precipita dins d'un túnel que es dirigeix cap a la DMZ i a Corea del Sud. Mentre corre, el Major Li li dispara diverses vegades. Decidit a escapar, Gyu-nam s'arrossega cap a una línia blanca que simbolitza la frontera entre Corea del Nord i Corea del Sud. Quan el major Li està a punt de matar a Gyu-nam, arriben les tropes sud-coreanes, forçant el major Li a marxar. Gyu-nam s'adona que les seves mans estan a la Línia Blanca: ara és oficialment a Corea del Sud. Aleshores, un soldat sud-coreà li pregunta a Gyu-nam si havia comunicat per ràdio la deserció. Gyu-nam respon afirmativament, i els sud-coreans el rescaten.
Un any després, Gyu-nam està assegut dins del seu apartament, escrivint una carta de proposta de negoci i planejant viatjar a l'estranger. Uns dies més tard, es troba amb la mare i la germana del seu difunt Dong-hyuk, que els passa el collaret familiar i comparteix alguns moments amb Dong-hyuk mentre estaven servint al nord. La pel·lícula acaba amb Gyu-nam, ara un home lliure, escoltant un podcast. Rep un correu que l'informa de l'aprovació de la seva proposta empresarial. En veure això, somriu i camina mentre mira l'horitzó.

## Repartiment
- Lee Je-hoon com a Sargent de primera classe Lim Gyu-nam, un soldat de Corea del Nord que somia amb una nova vida al Sud, lluny del Nord, on el futur està predeterminat.[2]
- Koo Kyo-hwan com a Major Lee Hyun-sang, un oficial del Departament de Seguretat Nacional de Corea del Nord, un departament d'intel·ligència, que inicialment va promoure Gyu-nam per detenir un desertor, però ara lidera una persecució.[3][4]
- Hong Xa-bin com a Kim Dong-hyuk, un soldat de baix rang que somia escapar com Gyu-nam, però va ser detingut.
- Seo Hyun-woo com el Major Cha, el cap del departament de policia encarregat de l'àrea del camp de batalla de la 1a Divisió.
- Lee Sung-wook com a Primer Tinent Hong, un oficial militar pertanyent al Ministeri de Policia a càrrec del batalló.
- Jung Joon-won com a Segon Tinent Park Jun-pyeong.
- Park Yoon-hee com a director de l'Oficina Política General.
- Song Kang com a Seon Woo-min[5][6]
- Esom com a líder nòmada[7]
- Lee Ho-jung com a noia de rifle errant
- Hyun Ji Shin com a nòmada
- Jang Young-nam com la mare de Dong-hyuk
- Bae Cheol-soo com ell mateix

## Banda sonora
A la pel·lícula, el major Li Hyeon-sang resulta haver guanyat concursos internacionals de piano, però tria la carrera militar perquè és fill d'un general que intenta sobreviure al règim. Segons els crèdits de tancament acompanyats pel senzill digital de Zion.T de 2014 "Yanghwa Bridge", aquestes són la música clàssica que han aparegut a la pel·lícula:
- Wener Blut Op. 354. de Johann Strauss II
- Les danses de les nines de Dmitri Xostakovitx - 1. Vals líric
- Preludi en sol menor Op. 23 núm. 5 i Concert per a piano núm. 2 op. 18 de Serguei Rakhmàninov
- Vals en si menor, op. 69, núm. 2 de Frédéric Chopin,

## Reconeixements
| Cerimònia de Premi      | Any  | Categoria                        | Nominat                     | Resultat | Ref.  |
| ----------------------- | ---- | -------------------------------- | --------------------------- | -------- | ----- |
| Baeksang Arts Awards    | 2025 | Millor director                  | Lee Jong-pil                | Pendent  | [ 8 ] |
| Baeksang Arts Awards    | 2025 | Millor actor secundari]]         | Koo Kyo-hwan                | Pendent  | [ 8 ] |
| Blue Dragon Film Awards | 2024 | Millor director                  | Lee Jong-pil                | Nominat  |       |
| Blue Dragon Film Awards | 2024 | Millor actor                     | Lee Je-hoon                 | Nominat  |       |
| Blue Dragon Film Awards | 2024 | Millor actor secundari           | Koo Kyo-hwan                | Nominat  |       |
| Blue Dragon Film Awards | 2024 | Millor muntatge                  | Lee Gang-hee                | Nominat  |       |
| Blue Dragon Film Awards | 2024 | Millor fotografia i il·luminació | Kim Sung-an i Lee Seung-bin | Nominat  |       |
| Blue Dragon Film Awards | 2024 | Millor direcció artística]]      | Bae Jung-yoon               | Nominat  |       |
| Blue Dragon Film Awards | 2024 | Millor música                    | Dalpalan                    | Nominat  |       |